# Maredudd en Ithel ap Gruffudd
Maredudd ap Gruffudd (+1069) en Ithel ap Gruffudd (+1069) zijn twee broers die in 1069 de Slag bij Mechain uitvochten tegen Bleddyn en Rhiwallon ap Cynfyn. Hoewel de bronnen niet vermelden wie hun vader was, wordt algemeen aangenomen dat het de zonen van Gruffudd ap Llywelyn waren, en dat de strijd om het koningschap in Gwynedd ging. Maredudd en Ithel verloren, en Ithel en Rhiwallon sneuvelden; Maredudd kwam om van de koude op de vlucht. Hierna was Bleddyn de duidelijke heerser over Gwynedd en Powys.
Maredudd en Ithel zijn de enige bekende afstammelingen van Gruffudd ap Llywelyn.